# Chironomus hungaricus
Chironomus hungaricus är en tvåvingeart som först beskrevs av Szito 1969.  Chironomus hungaricus ingår i släktet Chironomus och familjen fjädermyggor. Inga underarter finns listade i Catalogue of Life.